# قوشچی پایین
قوشچی بالا (به لاتین: Aşağı Quşçu) یک منطقه مسکونی در جمهوری آذربایجان است که در شهرستان تووز واقع شده است. قوشچی بالا ۸۷۰۲ نفر جمعیت دارد.